# صوبا (القدس)
صوبا، قرية فلسطينية مهجرة، تقع على بُعد قرابة 10 كم إلى الغرب من مدينة القدس. دمّر اليهود صوبا في عام 1948، وطردوا سكانها، ثم أقاموا عام 1949 مستعمرة “تسوفا” في موقعها.

## موقع القرية
تقع قرية صوبا إلى الجنوب من طريق القدس– يافا الرئيسية، تصلها بها طريق فرعية معبّدة طولها 3 كم تقريبًا. كما تربطها دروب ممهدة بقرى عين كارم، سطاف، خربة اللوز، الجودة، خربة العمور، بيت أم الميس، والقسطل.
أقيمت صوبا في رقعة من جبال القدس، ترتفع نحو 770م فوق سطح البحر، ويجري وادي الصرار على مسافة 3 كم إلى الجنوب منها.

## تاريخ القرية
عُدّت صوبا قائمة في موقع بلدة ربّا القديمة، سميت «روبوتِه» في رسائل تل العمارنة المصرية القديمة. إلّا أنّ التنقيبات التي أجريت في الموقع تشير إلى أنّ القرية أهلت أول مرة في العهدين الفارسي والهلنستي.
في أيام الرومان، كان اليهود المقيمون في المنطقة يسمونها «سيبويم»، بينما كان الإغريق والرومان يدعونها «سوبا» (أو سوبيثا). ولا يزال وضع القرية في العصور الإسلامية الأولى يحتاج إلى تدقيق. أنشأ الصليبيون قلعة في موقع القرية ودعوها «بلمونت». في سنة 1596، كانت صوبا قرية في ناحية القدس (لواء القدس)، وعدد سكانها 369 نسمة.
في أواسط القرن التاسع عشر، كانت صوبا تحت سيطرة آل أبي غوش، الذين كانوا يحكمون المنطقة من مقرهم في قرية العناب. أنشأوا حصنا لهم فيها داخل أسوار القلعة الصليبية، لكنّه دمر هو وأسوار القلعة في إبان حملة إبراهيم باشا المصري في فلسطين سنة 1832.
في أواخر القرن التاسع عشر، كانت صوبا قرية متوسطة الحجم، مبنية بالحجارة وقائمة على قمّة تل مخروطي الشكل شديد الانحدار. وكان يتوسط القرية، التي تحف بها بساتين الزيتون وكروم العنب، منزل فريد في ارتفاعه بالإضافة إلى بقايا القلعة الصليبية. وكانت منازل القرية المبنية بالحجارة تتجمهر، أصلًا في رقعة صغيرة تقع داخل أسوار القلعة الصليبية. وفي وقت لاحق أنشئت المنازل الجديدة إلى الجنوب، في موازاة الطريق الموصلة إلى طريق يافا- القدس العام، واتخذت القرية بذلك شكل المستطيل. كان سكان صوبا من المسلمين، ولهم فيها مقام لشيخ يدعى إبراهيم إلى الجنوب من الموقع.

## احتلال القرية وتطهيرها عرقيًّا
استنادًا إلى صحيفة «فلسطين»، هوجمت صوبا في 3 نيسان\ أبريل 1948 بعد هجوم وقع على قرية القسطل المجاورة. على الرغم من الدعم الجوّي رُدّت قوات «الهاغاناه» على أعقابها، ظلّت القرية خارج قبضة الاحتلال ثلاثة أشهر. كما جرت محاولتان أخريان للاستيلاء عليها في أواسط نيسان\ أبريل، في أثناء المعارك التي دارت حول اللطرون، لكنّهما باءتا بالفشل. ثم إنّها وقعت أخيرًا في قبضة لواء «هرئيل» بتاريخ 12-13 تموز\ يوليو 1948، في سياق عملية داني. تقول هذه الرواية إنّ القرية احتلت لإزالة الخطر الذي كان يهدّد طريق القدس من ناحية الجنوب، وتوسيع الممر (ممر القدس) في اتجاه الجنوب. كما جاء في تقرير لوكالة «إسوشييتد برس» أنّ «البلماح» استولوا على صوبا من دون قتال بعد القصف الذي أخرج المدافعين العرب من مرتفع مشرف على الطريق الحيوي الموصل إلى تل أبيب. بدوره يقول المؤرخ الإسرائيلي بيني موريس إنّ الكثيرين من سكان صوبا كانوا غادروها قبل ذلك، وإنّ من بقي فيها من السكان فرّ جراء القصف، أو طُرد. بالإضافة لذلك، روَت صحيفة «نيويورك تايمز» نقلًا عن ناطق عسكري إسرائيلي أنّ الهجوم على القرية كان من دون إراقة دماء وأنّ الاستيلاء عليها قضى على الحلم العربي في قطع الطريق إلى تل أبيب. جاء احتلال القرية عقب الاستيلاء على اللد والرملة وطرد سكانها.

## القرية اليوم
ما زال الكثير من أبنية القرية قائمًا، منه ما فقد بعض حيطانه، ومنه ما هو بلا سقوف. تسم الأبواب والبوابات المقنطرة واجهات تلك الأبنية، غير أن بعضها دمر تدميرًا شبه كامل، حتى لم يبق منه إلّا أسس الحيطان. كشفت التنقيبات، التي أجريت في أحد المواقع الأثرية، عن بوابة حجرية كبيرة وعن بعض الحيطان. وما زالت بقايا القلعة الصليبية ظاهرة في الموقع. كما تقع مقبرة القرية في الجهة الجنوبية من قاعدة الجبل. ولا تزال شبكات الخنادق، التي حفرها الجيش الإسرائيلي في الجهة الشمالية الشرقية من قمة الجبل، بادية للعيان.
أنشئ خزّان للمياه مزوّد بأنبوب ينحدر على السفح الشمالي للجبل. أمّا على المصاطب التي تحف بأسافل الجبل فينبت شجر التين، اللوز والسرو، مع بعض نبات الصبار.

## المستعمرات الإسرائيلية على أراضي القرية
في سنة 1948 أنشئت مستعمرة تدعى «أميليم» على بعد كيلومتر واحد جنوب غربي الموقع، على أراضي القرية، ثم سُميّت لاحقا مستعمرة «تسوفا». في سنة 1964، أنشئت مدرسة تدعى «يديدا» في الجوار إلى الشمال الغربي، على أراضِ كانت تابعة تقليديًا لقرية أبو غوش.

## معرض صور

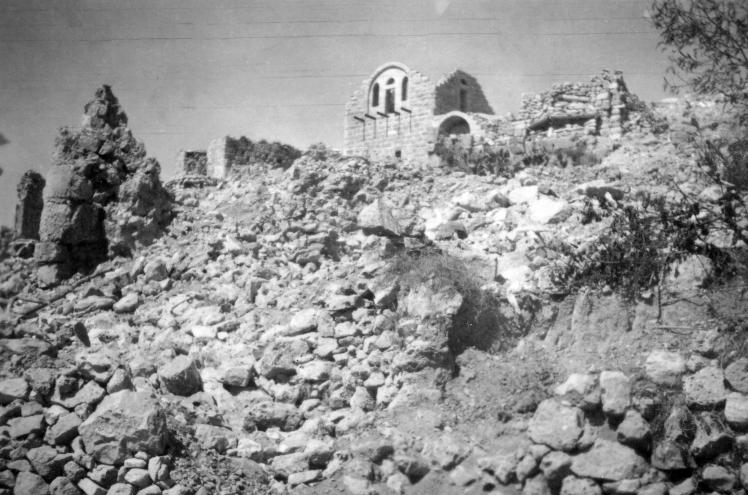
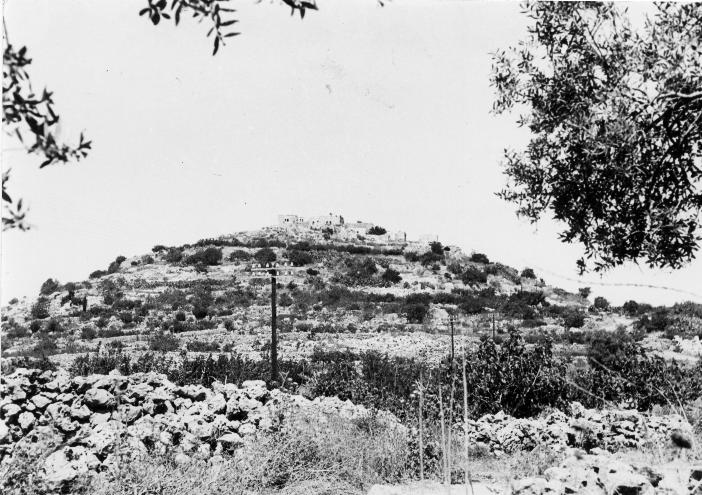
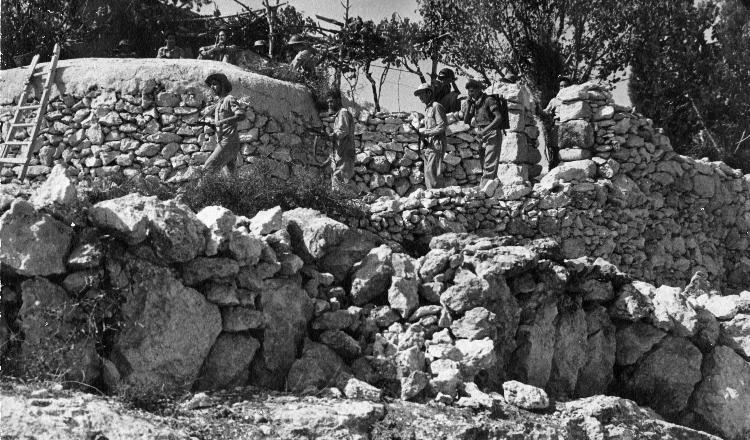